# Seattle Arts Commission
Die Seattle Arts Commission in Seattle in Washington wurde 1971 gegründet. Sie ging aus der Municipal Arts Commission hervor, die 1955 ins Leben gerufen wurde. Ziel war, Kunst in das tägliche Leben der Einwohner zu integrieren. Unterstützt wurden Maßnahmen wie die Erhaltung historischer Stätten, die Förderung von ortsansässigen Performance-Gruppen sowie die Gründung von Opern- und Ballettgesellschaften. Die Kommission, die von ehrenamtlichen Mitgliedern geleitet wurde, trug maßgeblich zur Schaffung einer umfassenden öffentlichen Kunstsammlung bei, die Tausende von Werken umfasst. Viele dieser Kunstwerke sind in Parks und öffentlichen Gebäuden der Stadt zu finden. Die Seattle Arts Commission erlangte nationale Anerkennung für ihre innovativen und effektiven Programme und spielte eine zentrale Rolle bei der Etablierung Seattles als internationale Kunstmetropole. Seit 2003 wird diese Arbeit von der Nachfolgeorganisation, dem Office of Arts & Culture, fortgeführt.

## Ein-Prozent-für-Kunst-Programm
1973 wurde durch den Einfluss von Allied Arts das „1 Percent for Art“-Gesetz verabschiedet. Es verpflichtet die Stadt, 1 % des Budgets jeder städtischen Investition in Infrastruktur für Kunstwerke am jeweiligen Standort zu verwenden. Die Verwaltung der Mittel erfolgt über einen neu eingerichteten Fonds, der von der Seattle Arts Commission betreut wird. Das Gesetz wurde am 21. Mai 1973 verabschiedet und machte Seattle zu einer der ersten Städte der USA, die ein derartiges Programm einführte. Dieses Modell wurde später in vielen anderen Städten übernommen.
Anfangs erwarb die Kommission bestehende Kunstwerke, später wurden vor allem Aufträge an zeitgenössische Künstler vergeben. Bis 2013 umfasste die Sammlung mehr als 420 fest installierte Kunstwerke sowie rund 3000 transportable Werke, die in öffentlichen Gebäuden auf wechselnder Basis ausgestellt werden. Dank der Seattle Arts Commission wurden zahlreiche ikonische Kunstwerke geschaffen, darunter Larry Becks Atala Kivlicktwok Okitun Dukik (1974), Richard Beyers Waiting for the Interurban (1977) oder Jack Mackies Steps on Broadway (1982). Einige Werke, wie Michael Heizers Adjacent, Against, Upon (1976), stießen zunächst auf Kritik, wurden aber später zu geschätzten Beispielen moderner Kunstformen wie der Land Art.
In den 1980er- und 1990er-Jahren entstanden bedeutende Projekte wie Alexander Libermans Olympic Iliad (1984) oder das Artist-in-Residence-Programm, bei dem Künstler in städtischen Einrichtungen wie dem Seattle City Light arbeiteten und Kunstwerke auf Basis ihrer Erfahrungen schufen. Bis zum Haushaltsjahr 2012 hatten die Seattle Arts Commission und das Office of Arts & Culture über 48,6 Millionen USD an Künstler und Institutionen vergeben. Diese Investitionen spiegeln die zentrale Bedeutung der Kunst für die kulturelle und soziale Entwicklung der Stadt wider. Die Mission des Office of Arts & Culture lautet, Kunst und Kultur als integralen Bestandteil Seattles zu fördern und zu erhalten. Die Jahrzehnte an Arbeit, das Engagement zahlreicher Freiwilliger und die kontinuierliche Unterstützung der Stadtverwaltung haben Seattle zu einer lebendigen Drehscheibe kreativer Aktivitäten gemacht, in der Kunst als essenzieller Bestandteil des städtischen Lebens verstanden wird.